# Olympiakos Piraeus (Superleague Formula)
Olympiakos Piraeus is een Grieks racingteam dat deelneemt aan de Superleague Formula. Het team is gebaseerd op de voetbalclub Olympiakos Piraeus dat deelneemt aan de Super League Griekenland.

## 2008
In 2008 heeft Olympiakos twee coureurs, de Deen Kasper Andersen rijdt de eerste vier races van het seizoen en de Griek Stamatis Katsimis de laatste twee. Het team presteert slecht, het beste resultaat was een negende positie op Zolder. Een zeventiende plaats in de eindstand is het resultaat, nog net boven Atlético Madrid, dat het eerste weekend niet deelnam. Het team werd gerund door GU-Racing International.

## 2009
In 2009 werd Olympiakos opnieuw gerund door GU-Racing. De eerste helft van het seizoen reed de Italiaan Davide Rigon voor het team en de tweede helft mocht de Argentijn Esteban Guerrieri de kleuren van het Griekse team verdedigen. Het beste resultaat van Rigon was een pole position en een tweede plaats op Magny-Cours, Guerrieri behaalde een overwinning op Estoril en een pole position en een tweede plaats op Monza. Het team eindigde op de zesde plaats.

## 2010
In 2010 rijdt de Nederlandse Nieuw-Zeelander Chris van der Drift voor Olympiakos, het wordt opnieuw gerund door GU-Racing. In de tweede ronde op Silverstone wordt Van der Drift tweede, waardoor hij zich plaatst voor de zogenaamde 'Super Final', waarin hij derde werd.
Actief in 2011: RSC Anderlecht · Atlético Madrid · Team Australië · Team Brazilië · Team China · Team Engeland · Galatasaray SK · Girondins de Bordeaux · Team Japan · Team Luxemburg · Team Nederland · Team Nieuw-Zeeland · PSV Eindhoven · Team Rusland · Sparta Praag · Team Zuid-Korea
Niet actief: Al Ain FC · FC Basel · Beijing Guoan · Borussia Dortmund · SC Corinthians Paulista · Clube de Regatas do Flamengo · Liverpool FC · FC Midtjylland · AC Milan · Olympiakos Piraeus · Olympique Lyonnais · FC Porto · Glasgow Rangers · AS Roma · Sevilla FC · Sporting Clube de Portugal · Tottenham Hotspur FC